# Leslie Wright
Leslie Wright Durán Ballén (Quito, 11 de abril de 1938) es un destacado pianista ecuatoriano. En 1986, fue galardonado con el Premio Nacional Eugenio Espejo, categoría actividad cultural y recibió numerosos premios internacionales. Actuó como agregado cultural del Ecuador en París. 
Leslie Wright recibió su primera lección de piano a los seis años. En 1953, se incorporó a la Academia Musical de Santa Cecilia en Roma. Se graduó en 1960, recibiendo el primer lugar y una mención del jurado. En 1961, participó en la Competencia Internacional de Piano de Ginebra, obtuviendo el tercer lugar. En 1962, realizó una gira por varios países de Sudamérica, presentándose en los principales teatros y salones de conciertos. En 1963, ganó el primer lugar en la competencia "Biernans" en París. Seguidamente, en un concurso internacional en Bilbao fue declarado entre los 44 pianistas "virtuosos" a nivel mundial. En 1965, ganó el premio principal en la Competencia Internacional de Piano "Marguerite Long" en París.
En 1986, el presidente de Ecuador le confirió el Premio Nacional Eugenio Espejo en la categoría Actividad cultural.
Leslie Wright se casó con la pianista Nadine Vercambre Paul de Francia, con quien juntos brindan conciertos, con el nombre promocional "Leslie and Nadine Wright", han realizado seis giras mundiales.